# AFC 여자 챔피언스리그
AFC 여자 챔피언스리그(AFC Women's Champions League)는 아시아 축구 연맹이 주관하는 국제 여자 클럽 축구 대회이다.

## 같이 보기
- AFC 여자 클럽 챔피언십